# Langsnuitdwerghaai
De langsnuitdwerghaai (Heteroscymnoides marleyi) is een vis uit de familie van valse doornhaaien (Dalatiidae) en behoort derhalve tot de orde van doornhaaiachtigen (Squaliformes). De vis kan een lengte bereiken van 29 centimeter.

## Leefomgeving
De langsnuitdwerghaai is een zoutwatervis. De vis prefereert een tropisch klimaat en komt voor in de Atlantische en Indische Oceaan op dieptes tussen 0 en 502 meter.

## Relatie tot de mens
De langsnuitdwerghaai is voor de visserij van geen belang. In de hengelsport wordt er weinig op de vis gejaagd.